# Moondog 2
| Оценки критиков | Оценки критиков |
| Источник        | Оценка          |
| --------------- | --------------- |
| Allmusic        | ссылка          |

Moondog 2 — шестой альбом композитора Moondog (настоящее имя Луис Томас Хардин).
Он стал продолжением альбома 1969 года Moondog. Продюсером выступил Джеймс Уильям Гверчио, вокалисткой на альбоме выступила дочь Moondog, Джун Хардин.
В отличие от предыдущего инструментального альбома, который в основном исполнялся оркестром, Moondog 2 содержит вокальные композиции в канонах, раундах и мадригалах. В примечаниях к альбому Хардин заявляет, что он впервые начал сочинять раунды в конце зимы или начале весны 1951 года, но вскоре перешел к инструментальной музыке. Но после того, как в 1968 году он услышыл как Big Brother and the Holding Company записали «All Is Loneliness» он снова начал их сочинять.
Альбом дважды переиздавался как компакт-диск на двойном CD, включавшем Moondog и Moondog 2: один раз на CBS в 1989 году и один раз на Beat Goes On Records в 2001 году.

## Восприятие
Big Brother and the Holding Company при участии Дженис Джоплин перепели «All Is Loneliness» на своём одноимённом альбоме 1967 года. Также песню перепели Antony and the Johnsons в рамках их тура 2005 года. Нью-Йоркская группа The Insect Trust сделала кавер на песню Moondog «Be a Hobo» на своём альбоме Hoboken Saturday Night.

## Список композиций
Автор всех композиций Moondog (Луис Хардин)
1. «Bells Are Ringing» — 1:19
2. «Voices Of Spring» — 1:47
3. «What’s The Most Exciting Thing?» — 2:31
4. «All Is Loneliness» — 1:16
5. «My Tiny Butterfly» — 1:12
6. «Why Spend A Dark Night With Me?» — 1:09
7. «Coffee Beans» — 2:10
8. «Down Is Up» — 1:07
9. «Be A Hobo» — 1:09
10. «Remember» — 1:52
11. «I Love You» — 1:08
12. «Nero’s Expedition» — 1:52
13. «No, The Wheel Was Never Invented» — 1:20
14. «With My Wealth» — 1:35
15. «This Student Of Life» — 1:24
16. «Some Trust All» — 1:28
17. «Wine, Woman And Song» — 2:23
18. «Sadness» — 1:22
19. «Maybe» — 2:03
20. «Each Today Is Yesterday’s Tomorrow» — 1:37
21. «Imagine» — 2:16
22. "You The Vandal — 2:08
23. «Trees Against The Sky» — 1:18
24. «Behold» — 1:27
25. «Sparrow» — 1:37
26. «Pastoral» — 2:42

## Участники записи
- Луис Хардин — композиция и музыкальное направление, перкуссия, вокал[2]
- Джун Хардин — вокал
- Джеймс Уильям Гверчио[англ.] — перкуссия
- Кей Джафи — вёрджинел, блокфлейта, фортепиано, клавесин, древний орган
- Майкл Джафи — блокфлейта, гитара
- Стивен Силверштейн — шалмей
- Джудит Дафинофф — виола да гамба
- Джиллиан Стивенс — трубадурская арфа